# EdgeRank
EdgeRank је назив обично дат алгоритму који Facebook користи да одреди који чланци би требало да буду приказани на корисниковом News Feed-у. Од 2011. године, Facebook је престао да користи EdgeRank израз интерно који се односио на његов News Feed ранг алгоритам , и у 2013. години, користи алгоритам који узима више од 100 000 фактора у налогу као додатак EdgeRank дрвету. У 2010. , EdgeRank је описан као:
{\displaystyle \sum _{\mathrm {edges\,} e}u_{e}w_{e}d_{e}}
где је:
{\displaystyle u_{e}} корисникова склоност
{\displaystyle w_{e}} како је садржај процењен
{\displaystyle d_{e}} је временски базиран параметар распада.

## Алгоритам EdgeRank
На 2010 Ф8 конференцији Facebook-а , откривена су три састојка алгоритма
1. склоност резултату
2. значај ивице
3. време распада

Склоност резултату означава како је одређени корисник повезан на ивицу. На пример, пријатељ сам са мојим братом на Facebook-у. Често му пишем на зиду и имамо 50 заједничких пријатеља. Имам велику склоност резултата са мојим братом, па Facebook зна да вероватно желим да видим његове статусе.
Facebook рачуна склоност резултата гледањем у експлицитне акције које корисник предузима, и факторишући их на 1) јачину акције 2) колико вам је блиска особа која је извршила акцију 3) пре колико је извршила акцију . 
Експлицитне акције укључују клик,лајк,коментаре, шеровање и пријатељства. Свака од ових интеракција има различиту тежину коју рефлектује на покушај који је неопходан за акцију. Више покушаја од стране корисника демонстрира више интереса на садржај. Коментарисање нечега вреди више од самог лајковања тога, што вреди више од самог клика на то. Пасивно гледање статуса на newsfeed не узима се у обзир склоности резултата, уколико не постоји интеракција. 
Склоност резултата не мери само моје акције, већ и акције мојих пријатеља , и акције њихових пријатеља. На пример, уколико коментаришем на фан страницу, то вреди више него кад мој пријатељ коментарише , што опет вреди више него да његов пријатељ коментарише. Нису све акције пријатеља третиране једнако. Уколико кликнем на нечији статус и пишем на његовом зиду константно, акције те особе утиче на склоност мог резултата значајно више него другог пријатеља кога покушавам да игноришем.
Уколико сам са неким имао већу интеракцију , али је сада она мања, онда се њен утицај смањује. Facebook множи сваку акцију са 1/x , где је x време када се акција догодила.
Склоност резултата је једносмерна . Мој брат има различиту склоност резултата за мене , него што ја имам према њему. Када је пишем брату на зиду, Facebook зна да бринем о брату али не зна да ли и он брине за мене.
Свака категорија ивица има различиту подразумевану тежину.
Свака акција коју корисник предузме креира ивицу, и свака од ових ивица, осим клика, креира потенцијалну причу. Нормално, вероватније је да ћеш видети како сам коментарисао него да ми се нешто свиђа.
Facebook мења тежину ивица и на тај начин одређује који тип приче ће корисник сматрати најзанимљивијим. На пример , слике и видео снимци имају већу тежину него линкови. Facebook рангира чин коментарисања, свиђања , посете фан страницама различито у зависности од извора. На пример, постати фан преко рекламе може имати мању тежину ивице него да се постане фан помоћу претраге те странице.
Нове карактеристике Facebook-а генерално имају већу тежину ивица, да би се те карактеристике боље промовисале корисницима. После одређеног периода нове могућности се врађају на тежину која је реалнија.
Како прича стари, она губи поене јер је "стара прича". 
EdgeRank динамички рачуна резултат. Када се корисник улогује на Facebook, његов newsfeed је попуњен са чланцима који у том тренутку имају највећи резултат. Његов нови статус ће се наћи на newsfeed-у ако има већи резултат ,у том тренутку, од осталих могућих прича на newsfeed-у. 
Facebook само множи сваку акцију са 1/x , где је x време када се акција догодила. Ово може бити линеарна функција распада или експоненцијална. Facebook подешава фактор временског распада базирано на 1) колико је прошло од послењег пријављивања на налог 2) колико често се корисник пријављује на налог.

## Facebook граф претрага
Претрага (енгл. Facebook Graph Search) је нова претрага у оквриру Facebook-a. Она омогућава да претражујете све оно што сте икада урадили на овој друштвеној мрежи, све што су ваши пријатељи урадили и све што су пријатељи ваших пријатеља урадили. Наравно, све под условом да је садржај који се приказује доступан вама, тј. зависно од подешавања приватности за сваку појединачну ствар на Facebook-u.
Дефинитивно, за развој граф претраге је најзаслужнији Lars Rasmussen.Учествовао је у креирању, популарног, бесплатног софтвера Google Maps. 2010 Rasmussen је обелоданио да је напустио Google и да прелази у Facebook.Његов партнер у реализацији пројекта “Граф претраге” Tom Stocky се придружио Facebook-у у јулу 2011. године, а до тада је радио, такође, у Google-у. Бета верзија граф претраге је покренута у јануару 2013 са ограниченим прегледом за неке кориснике у Сједињеним Државама, који користе енглески језик.Извештаји указују да је серивис користило између десетине и стотине хиљада корисника. Од августа 2013, граф претрага је доступан свим корисницима енглеског у САД. Крајем септембра 2013 Facebook је објавио да је претрага постова и коментара постала део граф претраге. Пост на Блогу инжењера на Facebook-у објашњава да огромна количина постова и коментар, укупно до 700 ТB, значила да је развијање граф претраге за постове и коментара знатно већи изазов од оригиналне граф претраге.
Тренутно граф претрага је доступна корисницима који користе Facebook на енглеском језику на десктопу. Ако користите Facebook ван енглеског, граф претраге још увек није доступна.Током приказивања пословних резултата за последњи квартал прошле године, Mark Cukerberg је указао на то да је граф претраге за мобилне уређаје у развоју, мада није прецизирао када ће се појавити. Корисници који имају граф претрагу, неће моћи да се врате на старију верзију претраживања.
Граф претрага функционише употребом алгоритма за претрагу сличан традиционалним претраживачима као што је Google. Међутим, функција претраживање се истиче као семантички претраживач, претраживање на основу намераваног значења. Уместо повратка резултата на основу кључних речи које се подударају, претраживач је дизајниран да одговара фразе. Резултати претраге су засноване на садржају профила корисника и његових пријатеља и односима између њих. Bing је интегрисан у граф претрагу , као помоћ у ситуацијама када он не може да нађе тражене одговоре.
Mark Cukerberg, оснивач Facebook-а, је на представљању новог претраживача истакао да граф претрага није веб претраживач и да он није замена за Google. Cukerberg-ов формат претраге, преведен за наше поднебље може изгледати овако: ако у Google укуцате Београд, добићете листу сајтова или слика о Београду; ако Београд укуцате у граф претрагу, можете добити листу пријатеља који су из Београда или неки други листинг садржаја који је везан за корисникове пријатеље и Београд. На пример, у граф претрагу корисник ће укуцати "Пријатељи који воле класичну музику и хеви метал" и добиће релевантне резултате. Facebook-ов опис граф претраге истиче да се претрага не мора односити само на тренутне пријатеље које корисник има у својој листи, већ и на пријатеље које је срео у стварном животу а желео би да их има и као Facebook пријатеље.
Типови претраге
1. Људи
2. Странице
3. Места (На одређеној локацији (географска ширина и дужина) и удаљености)
4. Објекти са приложеним информацијама о локацији. Поред тога, враћени објекти ће бити они у којима су означени корисник или пријатељи, или они предмети који су креирани од стране корисника или пријатељима.
5. Поруке и коментари
6. Корисници могу да филтрирају резултате
7. Функција такође омогућава корисницима да директно претражују интернет

Начин претраге
1. Кликните на траку за претрагу на врху странице.
2. Почните да куцате вашу претрагу.
3. Док куцате, листа предлога за претрагу ће се појавити испод траке за претрагу.
4. Изаберите једну од понуђених опција или завршите са куцањем и притисните ентер.
5. Кликните Refine This Search да сузите резултате по стварима као што је локација, датум или слично

Примери претраге
1. Слике мојих пријатеља у Мадриду
2. Музика коју моји пријатељи воле
3. Кафане по Београду
4. Људи који воле одређени филм

## Закључак
Не постоји генерални EdgeRank резултат зато што сваки фан има различиту склоност резултата ка страници. Може се измерити колики сте ангажман добили помоћу Facebook аналитичког алата Архивирано на веб-сајту  (10. јануар 2015)
Функција Open Graph омогућава програмерима да интегришу своје апликације и странице на Facebook платформи, и повезује Facebook са екстерним сајтовима на интернету.Функција ради тако што дозвољава додавање метаподатака који претварају сајтове у граф објекте. Акције направљене помоћу апликација су видљиве на страницама профила корисника.
Граф претрага помаже људима да истражују Facebook на потпуно нов начин. Резултати претраге помоћу граф претраге су различити за свакога, на основу онога шта сте делили са осталим корисницима. Ваши избори приватности одређују шта ваши пријатељи виде када претражују.